# Hystrix pumila
Hystrix pumila és una espècie de mamífer rosegador de la família dels porcs espins del Vell Món.

## Hàbitat i història natural
Aquesta espècie es troba a herbassars, boscos i la perifèria de boscos. De vegades utilitza vells pous de mines com a refugi. Científics han vist que menja fruita. La tribu Tagbanua de Palawan caça molt aquest animal, excavant per fer-lo sortir del cau.

## Distribució
Aquesta espècie es troba a les illes filipines de Palawan i Busuanga.